# Slatina (Ústí nad Orlicí-i járás)
Slatina település Csehországban, az Ústí nad Orlicí-i járásban. Slatina Choceň, Dobříkov, Vysoké Mýto, Zámrsk és Sruby településekkel határos. Lakosainak száma 469 fő (2024. január 1.).

## Népesség
A település lakosságának változását az alábbi diagram mutatja:
| Lakosok száma | 403  | 406  | 414  | 348  | 323  | 402  | 427  | 452  | 459  | 469  |
|               | 1869 | 1890 | 1921 | 1950 | 1980 | 2001 | 2017 | 2019 | 2022 | 2024 |